# Poa poppelwellii
Poa poppelwellii là một loài thực vật có hoa trong họ Hòa thảo. Loài này được Petrie miêu tả khoa học đầu tiên năm 1914.